# La Marche (Nièvre)
Pour les articles homonymes, voir La Marche (homonymie).
La Marche est une commune française située dans le département de la Nièvre, en région Bourgogne-Franche-Comté.

## Géographie
La Marche est une commune située à 4,7 km au sud de La Charité-sur-Loire et à 25 km au nord de Nevers. Ce village est longé par la Loire.

### Climat
Pour des articles plus généraux, voir Climat de la Bourgogne-Franche-Comté et Climat de la Nièvre.
En 2010, le climat de la commune est de type climat océanique dégradé des plaines du Centre et du Nord, selon une étude du Centre national de la recherche scientifique s'appuyant sur une série de données couvrant la période 1971-2000. En 2020, Météo-France publie une typologie des climats de la France métropolitaine dans laquelle la commune est exposée à un climat océanique altéré et est dans la région climatique  Centre et contreforts nord du Massif Central, caractérisée par un air sec en été et un bon ensoleillement. 
Pour la période 1971-2000, la température annuelle moyenne est de 10,9 °C, avec une amplitude thermique annuelle de 15,7 °C. Le cumul annuel moyen de précipitations est de 787 mm, avec 11,8 jours de précipitations en janvier et 7,8 jours en juillet. Pour la période 1991-2020, la température moyenne annuelle observée sur la station météorologique de Météo-France la plus proche, « Guerigny », sur la commune de Guérigny à 14 km à vol d'oiseau, est de 11,7 °C et le cumul annuel moyen de précipitations est de 910,8 mm. 
La température maximale relevée sur cette station est de 42,5 °C, atteinte le 9 août 2003 ; la température minimale est de −14,1 °C, atteinte le 9 février 2012,,. 
Les paramètres climatiques de la commune ont été estimés pour le milieu du siècle (2041-2070) selon différents scénarios d'émission de gaz à effet de serre à partir des nouvelles projections climatiques de référence DRIAS-2020. Ils sont consultables sur un site dédié publié par Météo-France en novembre 2022.

## Urbanisme

### Typologie
Au 1er janvier 2024, La Marche est catégorisée commune rurale à habitat dispersé, selon la nouvelle grille communale de densité à sept niveaux définie par l'Insee en 2022.
Elle est située hors unité urbaine. Par ailleurs la commune fait partie de l'aire d'attraction de Nevers, dont elle est une commune de la couronne,. Cette aire, qui regroupe 93 communes, est catégorisée dans les aires de 50 000 à moins de 200 000 habitants,.

### Occupation des sols
L'occupation des sols de la commune, telle qu'elle ressort de la base de données européenne d’occupation biophysique des sols Corine Land Cover (CLC), est marquée par l'importance des territoires agricoles (69,9 % en 2018), une proportion identique à celle de 1990 (69,9 %). La répartition détaillée en 2018 est la suivante : terres arables (62,8 %), eaux continentales (10 %), zones urbanisées (8,1 %), forêts (7 %), prairies (5,6 %), milieux à végétation arbustive et/ou herbacée (5 %), zones agricoles hétérogènes (1,5 %). L'évolution de l’occupation des sols de la commune et de ses infrastructures peut être observée sur les différentes représentations cartographiques du territoire : la carte de Cassini (XVIIIe siècle), la carte d'état-major (1820-1866) et les cartes ou photos aériennes de l'IGN pour la période actuelle (1950 à aujourd'hui).

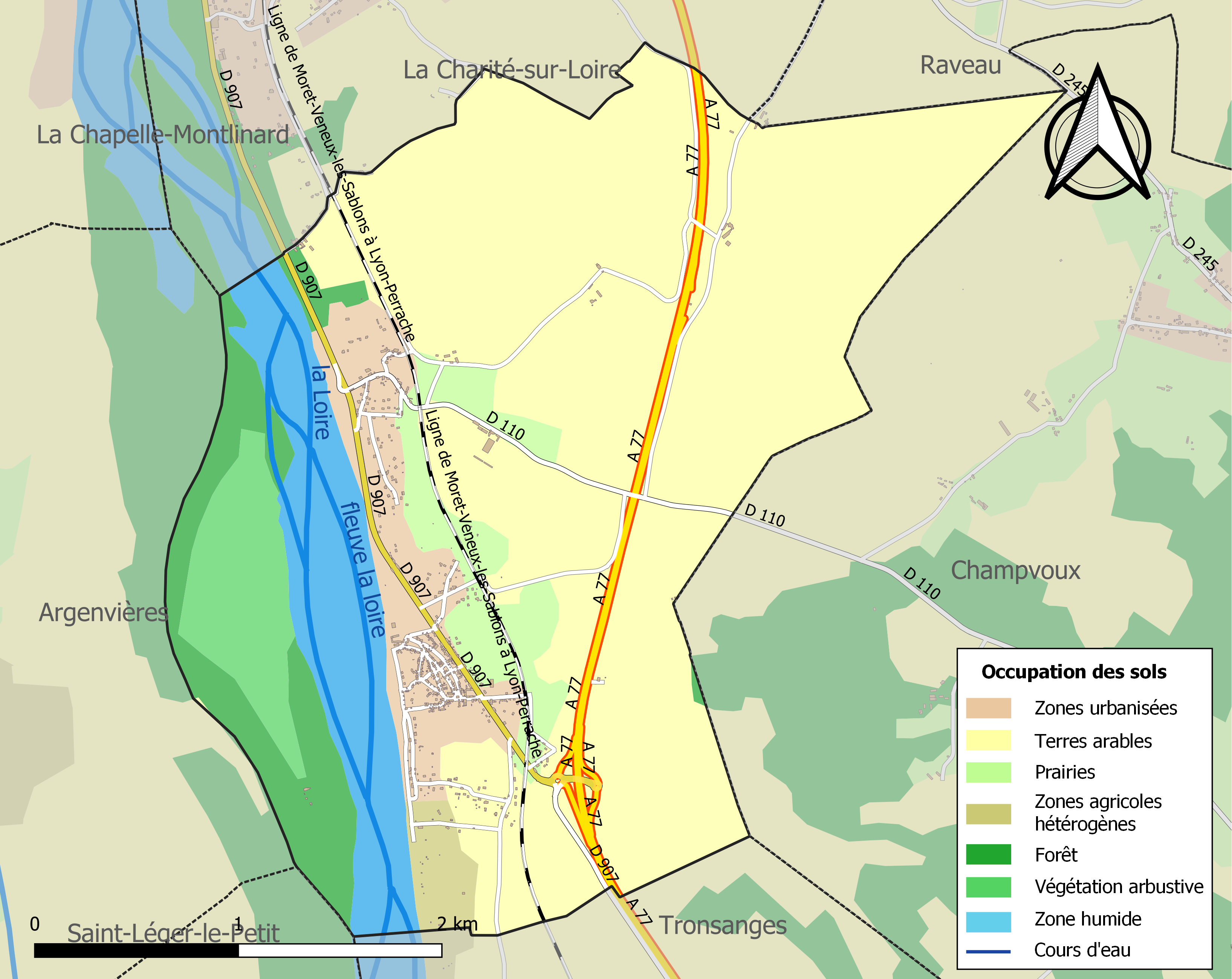
Carte des infrastructures et de l'occupation des sols de la commune en 2018 (CLC).

## Histoire
La Marche, aujourd'hui petit village de la Nièvre, fut au Moyen Âge une des villes les plus importantes du Nivernais, grâce notamment à ses vignes. Ainsi, la ville voisine de La Charité-sur-Loire, a été créée sur des terres données par les seigneurs de La Marche. On peut également penser que l'importance de cette ville tenait pour une grande part à sa position géographique, notamment sous les Capétiens, puisqu'elle se trouvait, comme son nom l'indique, à la frontière de la Bourgogne et de l'Aquitaine, alors ennemies. Cette ville, sur les bords de la Loire, servait donc de points de rassemblement et de départ des armées de la Bourgogne lors des attaques contre l'Aquitaine. C'était également un secteur important de la défense de la Bourgogne, comme peut en témoigner la présence du donjon de la ville.
Une décroissance s'amorce avec la fondation en 1059 du prieuré Notre-Dame de La Charité-sur-Loire qui devient rapidement un but de pèlerinage important - il possède entre autres reliques le bras droit de saint Savinien. Les habitants de La Marche eux-mêmes, attirés par les richesses que le prieuré bénédictin répandait autour de lui, désertent leur ville. Le comte de La Marche Raynaud, furieux de voir l'herbe pousser dans les rues de sa ville, prend les religieux en grippe et s'attaque à eux par des moyens variés allant de la simple chicane au vol armé de plusieurs biens du prieuré. Mais le prieuré a un puissant protecteur, qui vainc Raynaud et le fait prisonnier. Ce dernier n'est libéré que sur la demande du comte de Nevers (qui est aussi comte d'Auxerre). Selon certaines sources, Raynaud se repent et prend l'habit de moine ainsi que plusieurs de ses descendants ; selon d'autres, une guerre sourde persiste et ce n'est que par orgueil que les membres de cette famille veulent être enterrés dans cette célèbre abbaye et ils ne l'enrichissent que pour y parvenir.
Quand en 1148 Adam veut reconstruire le château de ses ancêtres pour protéger la ville, le prieur du monastère de La Charité s'y oppose ; il prend appui sur une bulle de Calixte II selon laquelle aucune forteresse dépendant d'un siège laïc ne doit être construite « dans les limites, justices et exemptions du prieuré ». Adam essaie de passer outre, mais en 1149, Eugène III lui fait parvenir un bref par l'intermédiaire d'Alain de Larrivour, évêque d'Auxerre, peut-être accompagné de l'archevêque de Sens, qui lui signifie de démolir les constructions déjà commencées. Adam obtempère,.
La Marche a perdu une grande partie de sa richesse et de ses habitants au XIXe siècle, lorsqu'une épidémie de phylloxéra frappe les vignobles de la ville.

## Politique et administration
| Période                                  | Période   | Identité        | Étiquette | Qualité   |
| ---------------------------------------- | --------- | --------------- | --------- | --------- |
| mars 2008                                | [Quand ?] | Annette Chabani |           | Retraitée |
| Les données manquantes sont à compléter. |           |                 |           |           |

## Démographie
L'évolution du nombre d'habitants est connue à travers les recensements de la population effectués dans la commune depuis 1793. Pour les communes de moins de 10 000 habitants, une enquête de recensement portant sur toute la population est réalisée tous les cinq ans, les populations de référence des années intermédiaires étant quant à elles estimées par interpolation ou extrapolation. Pour la commune, le premier recensement exhaustif entrant dans le cadre du nouveau dispositif a été réalisé en 2007.

En 2022, la commune comptait 525 habitants, en évolution de −6,08 % par rapport à 2016 (Nièvre : −3,28 %, France hors Mayotte : +2,11 %).
| 1793 | 1800 | 1806 | 1821 | 1831 | 1836 | 1841 | 1846 | 1851 |
| ---- | ---- | ---- | ---- | ---- | ---- | ---- | ---- | ---- |
| 424  | 305  | 455  | 411  | 495  | 518  | 516  | 539  | 593  |

| 1856 | 1861 | 1866 | 1872 | 1876 | 1881 | 1886 | 1891 | 1896 |
| ---- | ---- | ---- | ---- | ---- | ---- | ---- | ---- | ---- |
| 560  | 635  | 689  | 678  | 628  | 678  | 621  | 595  | 538  |

| 1901 | 1906 | 1911 | 1921 | 1926 | 1931 | 1936 | 1946 | 1954 |
| ---- | ---- | ---- | ---- | ---- | ---- | ---- | ---- | ---- |
| 521  | 518  | 501  | 466  | 421  | 410  | 393  | 356  | 310  |

| 1962 | 1968 | 1975 | 1982 | 1990 | 1999 | 2006 | 2007 | 2012 |
| ---- | ---- | ---- | ---- | ---- | ---- | ---- | ---- | ---- |
| 315  | 337  | 417  | 482  | 511  | 522  | 586  | 595  | 558  |

| 2017 | 2022 | - | - | - | - | - | - | - |
| ---- | ---- | - | - | - | - | - | - | - |
| 565  | 525  | - | - | - | - | - | - | - |

## Culture locale et patrimoine

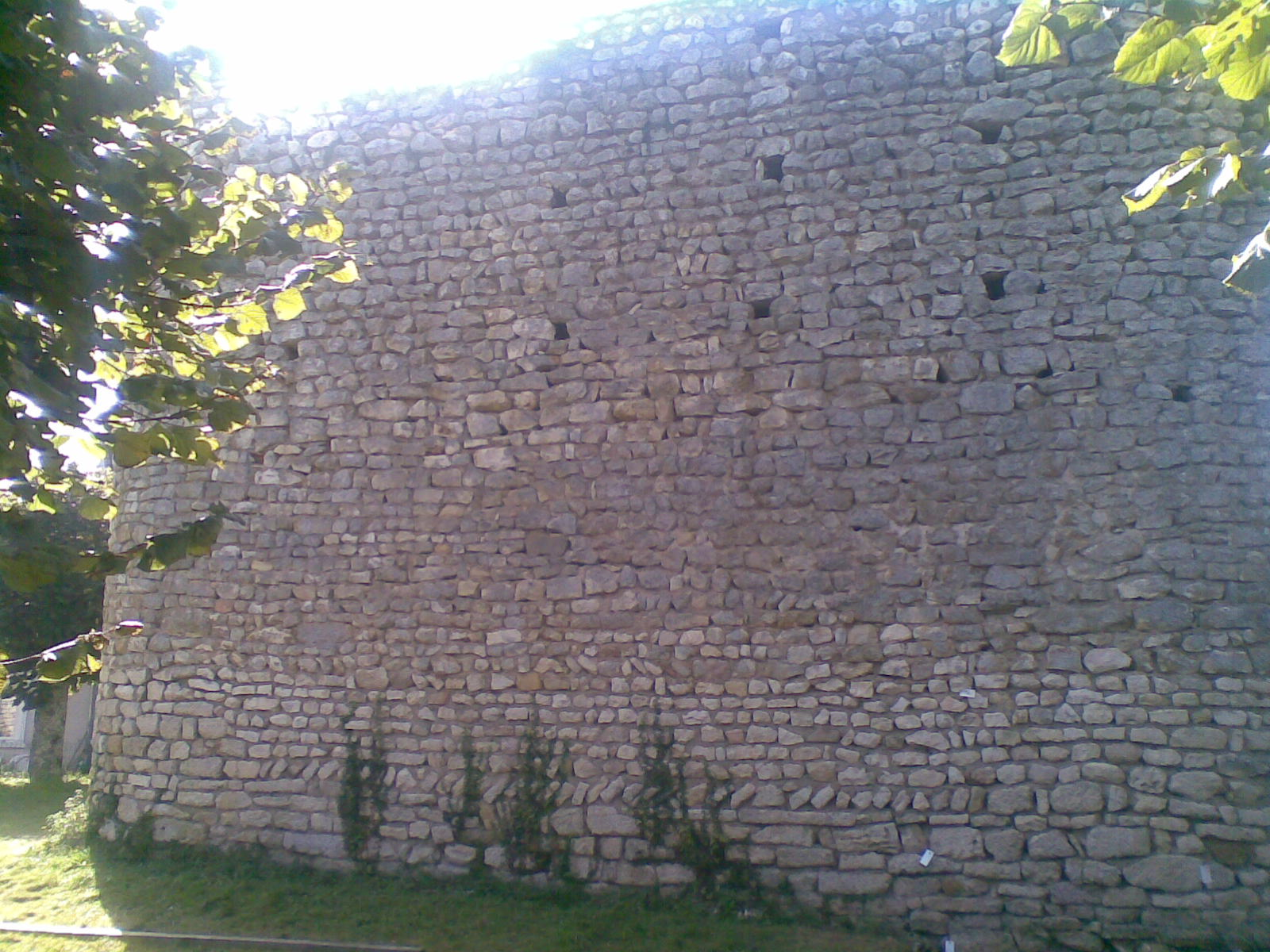
Le donjon de La Marche.

### Lieux et monuments
La Marche possède, au centre de son territoire, un donjon médiéval, ou plutôt ce qu'il en reste. Ce donjon, emmotté jusqu'aux années 1950, et qui mesure aujourd'hui 7 mètres, faisait certainement à l'origine environ 22 mètres. À la suite de fouilles archéologiques menées en septembre 2008 par Sylvain Guillin, la chronologie de ce donjon est mieux connue. Ainsi, le donjon, surplombant la Loire, est élevé sur ce qui serait une nécropole mérovingienne, mais a également « emprunté » des morceaux de sarcophages pour son édification, emprunt visible dans les murs. Ce donjon semble également avoir été construit au moins sur un, voire deux édifices plus anciens, un d'époque mérovingienne, et peut-être un autre d'époque gallo-romaine. Le donjon est inscrit aux monuments historiques en 1993.
L'histoire de ce donjon est particulièrement mouvementée, rasé la première fois sur ordre de l'évêque, puis détruit une seconde fois par les seigneurs de La Marche eux-mêmes, pour éviter qu'il ne soit à nouveau rasé par décision de l'évêque de Nevers. Celui-ci ordonna ces destructions au VIIIe siècle à la suite des persécutions que les seigneurs de la Marche faisaient subir aux moines de La Charité-sur-Loire ; en effet, les seigneurs de La Marche ont été forcés par l'évêque et le comte de Nevers à donner des terres aux moines, suscitant une certaine animosité à leur égard.
Les restes des fortifications de la ville sont également visibles dans tout le village, avec des pans de murs que l'on peut trouver un peu partout dans le village et les jardins privés.
La Marche a également possédé un port commercial sur la Loire, port qui n'existe plus aujourd'hui.

### Personnalités liées à la commune
- Jean Linard (1931-2010), céramiste.